# Arnhemite
L'arnhemite è un minerale, chimicamente un pirofosfato idrato, non ancora riconosciuto ufficialmente dall'Associazione Mineralogica Internazionale (IMA) perché la sua descrizione è stata pubblicata precedentemente alla sua approvazione, ma ritenuto probabilmente valido. Appartiene alla famiglia dei "fosfati, arseniati e vanadati" e possiede composizione chimica (K,Na)4Mg2(P2O7) • 5(H2O).

## Etimologia e storia
Il nome deriva dalla località di ritrovamento, la grotta di Arnhem in Namibia (22.7016°S 18.09664°E).

## Classificazione
La classica nona edizione della sistematica dei minerali di Strunz, aggiornata dall'IMA fino al 2009, elenca l'arnhemite nella classe "8. Fosfati, arseniati, vanadati" e nella sottoclasse "[[Classificazione Nickel-Strunz#8.F Polifosfati, poliarseniati, [4]-polivanadati|8.F Polifosfati, poliarseniati, [4]-polivanadati]]"; questa viene ulteriormente suddivisa in base alla struttura cristallina del minerale, in modo tale che l'arnhemite possa essere trovata nella sezione "8.FC Polifosfati, ecc., con soltanto H2O", dove è l'unico membro del sistema nº 8.FC.20.
Tale classificazione rimane invariata anche nell'edizione successiva, proseguita dal database "mindat.org" e chiamata Classificazione Strunz-mindat.

## Abito cristallino
Il gruppo spaziale e il sistema cristallino sono sconosciuti; i parametri di cella sono a = 11,06 Å e c = 16,75 Å, oltre ad avere 4 unità di formula per cella unitaria.

## Origine e giacitura
L'arnhemite si è formata circa 2000 anni fa dalla combustione di origine sconosciuta del residuo del guano di pipistrello nella grotta di Arnhem in Namibia. Il minerale è stato rinvenuto anche in Arabia Saudita nella cava di "Hibashi", situata nella provincia della Mecca.

## Forma in cui si presenta in natura
L'arnhemite si rinviene in scaglie che formano aggregati sul fondo della grotta di Arnhem; la lucentezza è perlacea e il colore è bianco.